# قلعة فورغ
قلعة فورغ هي قلعة ومعقل تاريخي يعود إلى عصر الدولة الأفشارية، ويقع في فورغ.